# Benjaminites
Els Benjaminites, o Bene Yamina, «fills de la dreta» (al sud de l'Eufrates), per oposició als bensimalites, o Bene Sim'al, «fills de l'esquerra», (al nord), foren una divisió principal dels nòmades beduïns haneus o khaneus, «gent que viuen sota la tenda». Eren part del gran grup amorrita que havia envair Mesopotàmia vers el 2000 aC. Els benjaminites i els bensimalites es van instal·lar principalment a la Mesopotàmia siriana, i estan ben documentats mercès als arxius de Mari i d'Ebla. Es van sedentaritzar en tres zones: a l'oest a Alep i al sud fins a Qatw; a Mari, a l'Eufrates mig; i al Balikh, afluent de l'Eufrates. Se sap que els benjaminites tenien reis (dawidum) assistits per caps de pastura (merhum).
Es coneix especialment a la tribu durant el regnat de Zimri-Lim; a l'inici del seu regnat li van donar suport però aviat les relacions es van deteriorar el tercer any de regnat (vers 1773 o 1772 aC) anomenat «any de l'Ah-Purattim», quan van esclatar greus enfrontaments. Els benjaminites estaven dirigits per Sumu-Dabi. Ziri-Lim els va derrotar de manera decisiva a Dur-Yahdun-Lim, una fortalesa del districte de Saggaratum, lluita en la qual el rei de Mari va tenir el suport de Qatna i de Babilònia. Després de la victòria es va apoderar de les ciutats de Mišlan i Samânum, als districtes de Mari i de Terqa, de les que va arrasar de manera preventiva les fortificacions.
Els benjamnites no es van donar per vençuts i al final del quart any de regnat de Zimri-Lim (vers 1771 aC), la guerra es va reprendre. Els benjaminites tenien l'aliança de tribus del Zalmaqum i les tensions creixents entre Mari i Eshnunna, afavorien la seva resistència i al cinquè any la guerra s'havia fet general a tota la Mesopotàmia siriana. Diversos vassalls reials es van revoltar contra Zimri-Lim. Eshnunna va entrar al conflicte i va enviar dos exèrcits contra Mari i els seus aliats, amb 15.000 homes cap al nord i 5.000 o 6.000 homes cap al sud. La intervenció de Babilònia al costat de Mari al final del conflicte va permetre de signar una pau en condicions acceptables per Zimri-Lim.
L'any següent (vers 1770-1769 aC) els benjaminites i els bensimalites es van reconciliar i el regne va estar en pau.

## Forma de vida
Els beduïns benjaminites no eren estrictament nòmades sinó seminòmades; pasturaven una part de l'any però tenien també pobles en els quals intercanviaven els seus productes i mercaderies i s'avituallaven i descansaven un temps. Fins i tot és possible que una part de la tribu fos sedentària de manera permanent guardant solidaritat amb els nòmades. L'ús de les terres per pastura comportava conflictes amb els cultivadors i el merhum o cap de la pastura dirimia aquests problemes. Inicialment els sedentaris cultivadors ocupaven les terres properes al riu i els nòmades l'estepa prop del desert però més endavant els nòmades van agafar el control d'algunes poblacions de la vall de l'Eufrates on es van barrejar nòmades i sedentaris, com Mišlân i Appân amunt i avall de Mari (Mesopotàmia), o Samanum al districte de Terqa.